# Kauernhofen (Roth)
Kauernhofen (fränkisch: Kaueanhufm)  ist ein Wohnplatz der Kreisstadt Roth im Landkreis Roth (Mittelfranken, Bayern).

## Geografische Lage
Das ehemalige Dorf lag in einer Schleife der Rednitz. Die zum Ort gehörigen Felder befanden sich im Westen („Büchelbacher Wegäcker“, „Auf der Marter“ und „Hauptmanns Brunnenstube“). Heute ist das ursprüngliche Kauernhofen in der Bahnhof- und der Zweigstraße aufgegangen.

## Geschichte
An der Stelle von Kauernhofen weisen Scherbenfunde auf eine spätkeltische Siedlung der Latènezeit hin.
Der Ort wurde 1152 als „Kurenkoven“ erstmals urkundlich erwähnt. In der Urkunde heißt es, dass das Kloster Heilsbronn seine Gefälle, die es u. a. Kauernhofen hatte, gegen einen Meierhof in Ketteldorf eintauschte, auf die Rapoto von Abenberg bis dahin Ansprüche hatte. Das Bestimmungswort des Ortsnamens ist Kur, der Personenname des Siedlungsgründers. Kauernhofen lag verkehrsgünstig an der Rednitzterrassenstraße, die bereits in der vorkarolingischen Zeit angelegt wurde.
Im Urbar für das burggräfliche Amt Roth, das ca. 1360 aufgestellt wurde, wurden für Kauernhofen nur zwei Reutäcker als Besitz angegeben. Gemäß dem Urbar des nunmehr markgräflichen Amtes Roth von 1434 hatte ein Bauer für einen Reutacker nach Roth zu zinsen. 1531 gab es im Ort 15 Anwesen mit unterschiedlichen Grundherren: das Hirtenhaus unterstand dem Kastenamt Roth, 5 Sölden dem Gotteshaus in Roth, 2 Höfe und 2 Sölden dem Kloster Seligenporten, 4 Höfe und 2 Sölden weiteren Grundherren.
Im Salbuch des eichstättischen Pflegamtes Abenberg von 1640 wurde für Kauernhofen ein Seldengütlein verzeichnet. 1671 gab es in Kauernhofen 9 Anwesen mit unterschiedlichen Grundherren: 1 Anwesen unterstand dem Kastenamt Abenberg, 4 Anwesen der Reichsstadt Nürnberg, 3 Anwesen dem Klosteramt Seligenporten und 1 Anwesen (der Kirche in?) Rohr.
Gegen Ende des 18. Jahrhunderts gab es in Kauernhofen 14 Anwesen. Das Hochgericht übte das brandenburg-ansbachische Oberamt Roth aus, die Dorf- und Gemeindeherrschaft hatte das Kastenamt Roth. Grundherren waren das Fürstentum Ansbach (Kastenamt Roth: 1 Leerhaus; Kastenamt Roth steuerbar, der Rother Kirche zins-, gült- und handlohnbar: 4 Gütlein, 1 Leerhaus), das pfalz-bayerische Klosteramt Seligenporten (2 Ganzhöfe, 1 Köblergut), das eichstättische Kastenamt Abenberg (1 Ganzhof), die Altschell’sche Rentenverwaltung Mäbenberg (1 Halbhof) und das Spitalamt Heilig Geist der Reichsstadt Nürnberg (2 Ganzhöfe, 1 Gütlein). Neben den Anwesen gab es noch das Zehnthaus, das ein herrschaftliches Gebäude war, und das Hirtenhaus, das ein kommunales Gebäude war. 1801 gab es im Ort 15 Anwesen, wovon 2 dem Kastenamt Abenberg unterstanden.
Von 1797 bis 1808 unterstand der Ort dem Justiz- und Kammeramt Roth. Im Rahmen des Gemeindeedikts wurde Kauernhofen dem 1808 gebildeten Steuerdistrikt Rothaurach und der 1811 gegründeten Ruralgemeinde Rothaurach zugeordnet. Über ein Anwesen hatte bis 1848 das Patrimonialgericht Mäbenberg die freiwillige Gerichtsbarkeit. Nach 1900, jedoch vor 1904 wurde Kauernhofen nach Roth umgemeindet. Aus Kauernhofen hat sich die gesamte Siedlung westlich der Rednitz entwickelt.

### Baudenkmäler
- Bahnhofstr. 15: Wohnhaus
- Bahnhofstr. 17: dazugehörige Fachwerkscheune
- Bahnhofstr. 18: Kleines Wohnhaus
- Bahnhofstr. 21: Bauernhaus
- Bahnhofstr. 25/27: dazugehörige große, geteilte Scheune

### Einwohnerentwicklung
| Jahr      | 001818 | 001840 | 001861 | 001871 | 001885 | 001900 |
| Einwohner | 103    | 128    | *177   | 198    | 259    | 427    |
| Häuser    | 23     | 19     |        |        | 41     | 57     |
| Quelle    | [ 14 ] | [ 15 ] | [ 16 ] | [ 17 ] | [ 18 ] | [ 19 ] |

## Religion
Kauernhofen ist seit der Reformation evangelisch-lutherisch geprägt und nach Zu unserer lieben Frau (Roth) gepfarrt. Die Katholiken sind nach Maria Aufnahme in den Himmel (Roth) gepfarrt.